# Kazuaki Tasaka
Kazuaki Tasaka (田坂 和昭 Tasaka Kazuaki?,  nacido el 3 de agosto de 1971 en Hiroshima, Hiroshima) es un exfutbolista y actual entrenador japonés. Jugaba de centrocampista y su último club fue el Cerezo Osaka de Japón. Actualmente dirige al Fukushima United de la J3 League de Japón.

## Trayectoria

### Clubes como futbolista
| Club               | País  | Año         |
| ------------------ | ----- | ----------- |
| Bellmare Hiratsuka | Japón | 1994 - 1998 |
| Shimizu S-Pulse    | Japón | 1999        |
| Cerezo Osaka       | Japón | 2000 - 2002 |

### Selección nacional como futbolista
| Selección | País  | Año         |
| --------- | ----- | ----------- |
| Absoluta  | Japón | 1995 - 1999 |

### Clubes como entrenador
| Club             | País  | Año             |
| ---------------- | ----- | --------------- |
| Oita Trinita     | Japón | 2011 - 2015     |
| Shimizu S-Pulse  | Japón | 2015            |
| Fukushima United | Japón | 2017 - Presente |

## Estadísticas

### Selección nacional
| Selección de Japón | Selección de Japón | Selección de Japón |
| Año                | Part.              | Goles              |
| ------------------ | ------------------ | ------------------ |
| 1995               | 4                  | 0                  |
| 1996               | 0                  | 0                  |
| 1997               | 0                  | 0                  |
| 1998               | 0                  | 0                  |
| 1999               | 3                  | 0                  |
| Total              | 7                  | 0                  |

### Participaciones en Copa América
| Copa              | Sede     | Resultado    | Partidos | Goles |
| ----------------- | -------- | ------------ | -------- | ----- |
| Copa América 1999 | Paraguay | Primera fase | 1        | 0     |

## Palmarés

### Como futbolista

#### Títulos nacionales
| Título             | Club               | País  | Año  |
| ------------------ | ------------------ | ----- | ---- |
| Copa del Emperador | Bellmare Hiratsuka | Japón | 1994 |

#### Títulos internacionales
| Título           | Club               | Sede     | Año  |
| ---------------- | ------------------ | -------- | ---- |
| Recopa de la AFC | Bellmare Hiratsuka | Yokohama | 1995 |

(*) Incluyendo la Selección

#### Distinciones individuales
| Distinción                     | Año  |
| ------------------------------ | ---- |
| Novato del Año de la J. League | 1994 |